# جان نیکلاس چوات
جان نیکلاس چوات (انگلیسی: John Nicolas Choate; ۱ ژانویهٔ ۱۸۴۸ – ۱۹۰۲) یک عکاس آمریکایی در کارلایل، پنسیلوانیا بود که به خاطر تصاویر نگاتیو صفحه عکاسی از مدرسه سرخپوستان کارلایل، عکس‌های منظره و تصاویر شهر و مردم شهر شهرت داشت. کالج دیکنسون مجموعه ای از صفحه‌های عکاسی او را دارد.